# Leuciscus lapacinus
 Leuciscus lapacinus és una espècie de peix cipriniforme de la família dels ciprínids.